# Epiphyllum thomasianum subsp. costaricense
Az Epiphyllum thomasianum subsp. costaricense egy hiányosan ismert epifita kaktusz, melyet korábban Epiphyllum costaricense néven önálló fajnak véltek. Kultúrában nem lehet megtalálni.

## Elterjedése
Costa Rica és Panama.

## Jellemzői
Bokros növekedésű, 2 m magas cserje, szárai erősen lapítottak, 300 mm hosszúak és 70 mm szélesek, areolái 40–60 mm távol fejlődnek. Virágai nagyon nagyok, tölcsér formájúak, a külső szirmok lazacszínűek, sárga csúccsal, a belsők fehérek. Nagy vörös bogyója 90 mm hosszú és 70 mm széles.